# Pier Luigi Bersani

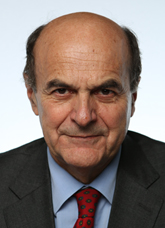
Pier Luigi Bersani, 2013

Pier Luigi Bersani (* 29. September 1951 in Bettola) ist ein italienischer Politiker und war von 2009 bis 2013 Vorsitzender des sozialdemokratischen Partito Democratico (PD). Er wirkte als Präsident der Region Emilia-Romagna und war Verkehrsminister und Wirtschaftsminister. Bersani war der Spitzenkandidat des Mitte-links-Bündnisses bei den Parlamentswahlen in Italien 2013 am 24. und 25. Februar, die seine Partei gewann, trat aber wegen der erfolglosen Regierungsbildung als Vorsitzender zurück.

## Leben
Bersani stammt aus einer Handwerkerfamilie, sein Vater war Automechaniker und Tankwart. Er absolvierte ein Philosophiestudium an der Universität Bologna und schloss dies mit dem Prädikat cum laude ab. Er arbeitete kurze Zeit als Lehrer und widmete sich dann  hauptberuflich der Politik. Bersani verweist in politischen Diskussionen gerne auf seine bescheidene soziale Herkunft.
Seit 1980 ist er mit Daniela Ferrari verheiratet, die als Apothekerin arbeitet und aus seinem Geburtsort stammt. Mit ihr hat er zwei Töchter.

## Politische Karriere

### Aufstieg in der Emilia-Romagna
Bereits in seiner Jugend trat er in die Partito Comunista Italiano (später Linksdemokraten) ein. Nach ersten kommunalpolitischen Erfahrungen im Provinzrat von Piacenza wurde er für den Wahlkreis Piacenza ins Regionalparlament der Emilia-Romagna gewählt. Von 1990 bis 1993 war er Vizepräsident und ab 1993 Präsident der Region, die seit dem Kriegsende eine Hochburg der Linken ist. Als 1995 erstmals in Italien die Regionalpräsidenten direkt gewählt wurden, gewann Bersani für die demokratischen Linken die Region mit 54 Prozent der Wählerstimmen. In seiner Zeit als Regionalpräsident mischte sich Bersani auch in die nationale Politik ein und wurde erstmals als einer der Hoffnungsträger der italienischen Linken wahrgenommen.

### Erste Ämter in Rom
Am 18. Mai 1996 wurde Bersani von Romano Prodi als Industrieminister in dessen erstes Kabinett berufen, dem er bis zum 22. Dezember 1999 angehörte. Nach dem Sturz Prodis war Bersani vom 23. Dezember 1999 bis 3. Juni 2001 Transportminister in den Mitte-links-Regierungen von Massimo D’Alema und von Giuliano Amato. Bei den Parlamentswahlen 2001, in denen die Mitte-links-Parteien einem von Silvio Berlusconi angeführten Wahlbündnis unterlagen,  wurde Bersani für die Linksdemokraten erstmals als Abgeordneter für den Wahlkreis Fidenza-Salsomaggiore Terme in die Abgeordnetenkammer gewählt.
Um die Wirtschaftskompetenz der italienischen Linken zu stärken, gründete er im selben Jahr gemeinsam mit Vincenzo Visco die Vereinigung Nuova Economia Nuova Società (NENS) zum Aufbau eines Studienzentrums, das sich mit dem wirtschaftlich-gesellschaftlichen Wandel befasst.
Bei den Europawahlen im Juni 2004 trat Bersani als politisches Zugpferd des Olivenbaum-Bündnis im Wahlbezirk Nordost-Italien an. Das Olivenbaum-Bündnis ging landesweit mit 31,08 Prozent als stärkste Kraft aus der Wahl hervor. In seiner Zeit als Parlamentarier in Brüssel war Bersani wenig europapolitisch aktiv, er konzentrierte sich weiterhin auf die nationale Politik in Rom.

### Minister in der zweiten Regierung Prodi

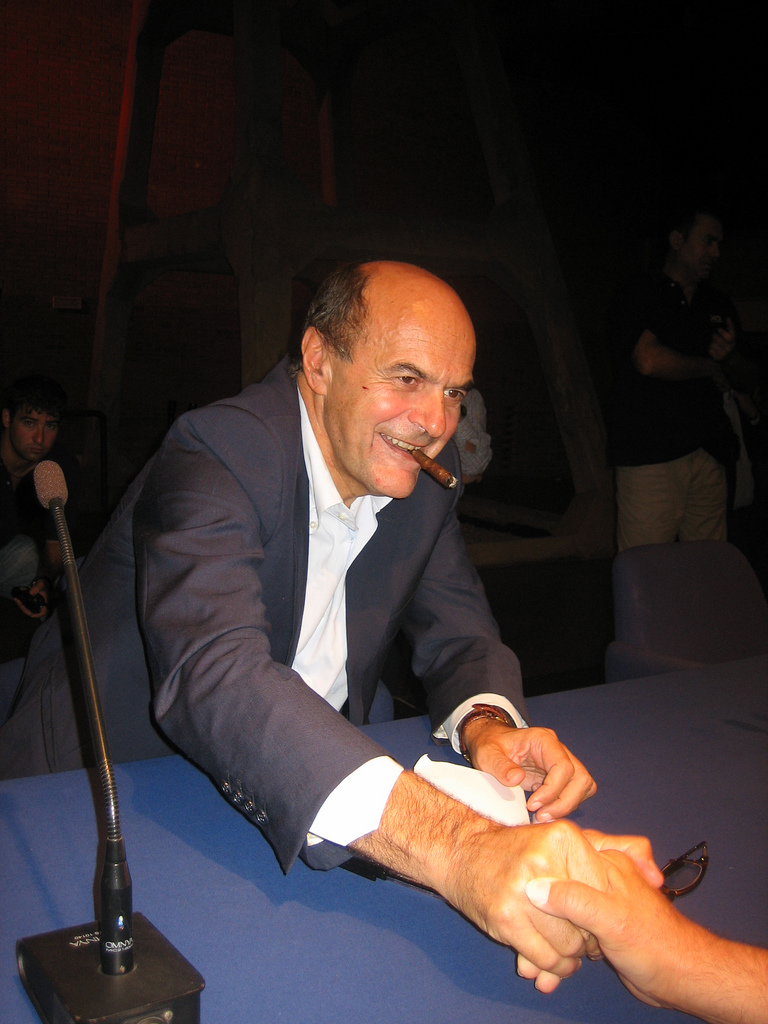
Pier Luigi Bersani während der Festa Democratica Nazionale 2009

Bei den Parlamentswahlen in Italien am 9. und 10. April 2006 wurde Bersani erneut in die Abgeordnetenkammer gewählt. Nach dem Wahlsieg des Mitte-links-Bündnisses L’Unione war er vom 17. Mai 2006 bis zum 8. Mai 2008 Wirtschaftsminister in der zweiten Regierung von Romano Prodi. Bersani verantwortete diverse Reformen, mit denen Privilegien einiger von Standesorganisationen beherrschter Berufe wie Juristen, Apotheker, Mediziner, Tankwarte und Zeitungshändler beschnitten und für Konkurrenz geöffnet wurden. Bersani festigte in dieser Zeit seinen Ruf als pragmatischer Linker mit ökonomischer Kompetenz.

### Parteichef der Demokraten
Bereits bei der Gründung des Partito Democratico im Oktober 2007 galt Bersani als ein möglicher Kandidat für den Parteivorsitz. Er verzichtete jedoch zugunsten seines Parteifreundes von den Linksdemokraten (Democratici di Sinistra), Walter Veltroni.
Nach dem Rücktritt Veltronis im Februar 2009 erklärte Bersani seine Kandidatur für den Parteivorsitz, über die die Mitglieder und Sympathisanten der Partei am 25. Oktober 2009 in einer Urwahl entschieden.
Bersani ging als Außenseiter gegen den kommissarischen Vorsitzenden Dario Franceschini in die Wahl. Er konnte aber die Abstimmung, an der sich 3,1 Millionen Italiener beteiligten, mit 53,23 Prozent vor Franceschini (34,27 %) und dem Senator Ignazio Marino (12,49 %) gewinnen. Bersani wurde im innerparteilichen Wahlkampf unter anderem vom ehemaligen Ministerpräsidenten Massimo D’Alema, dem ehemaligen Industrieminister Enrico Letta sowie der früheren Familienministerin und engagierten Frauenrechtlerin Rosy Bindi unterstützt.

### Sturz der Regierung Berlusconi
Nachdem Ministerpräsident Silvio Berlusconi infolge einer Abstimmungsniederlage in der Abgeordnetenkammer am 12. November 2011 seinen Rücktritt einreichen musste, machte sich Bersani aufgrund der Finanzkrise des Landes für die Einsetzung einer Expertenregierung stark, getragen von einer lagerübergreifenden Koalition. Diese Haltung brachte Bersani auch bei seinen Gegnern Respekt ein, da zu diesem Zeitpunkt die Umfragen bei möglichen Neuwahlen einen klaren Sieg der Demokraten vorhersagten. Angesichts der dramatischen Finanzsituation Italiens könne es nicht um Parteipolitik gehen, argumentierte Bersani, sondern nur darum „das Land zu retten“.

### Parlamentswahlen in Italien 2013

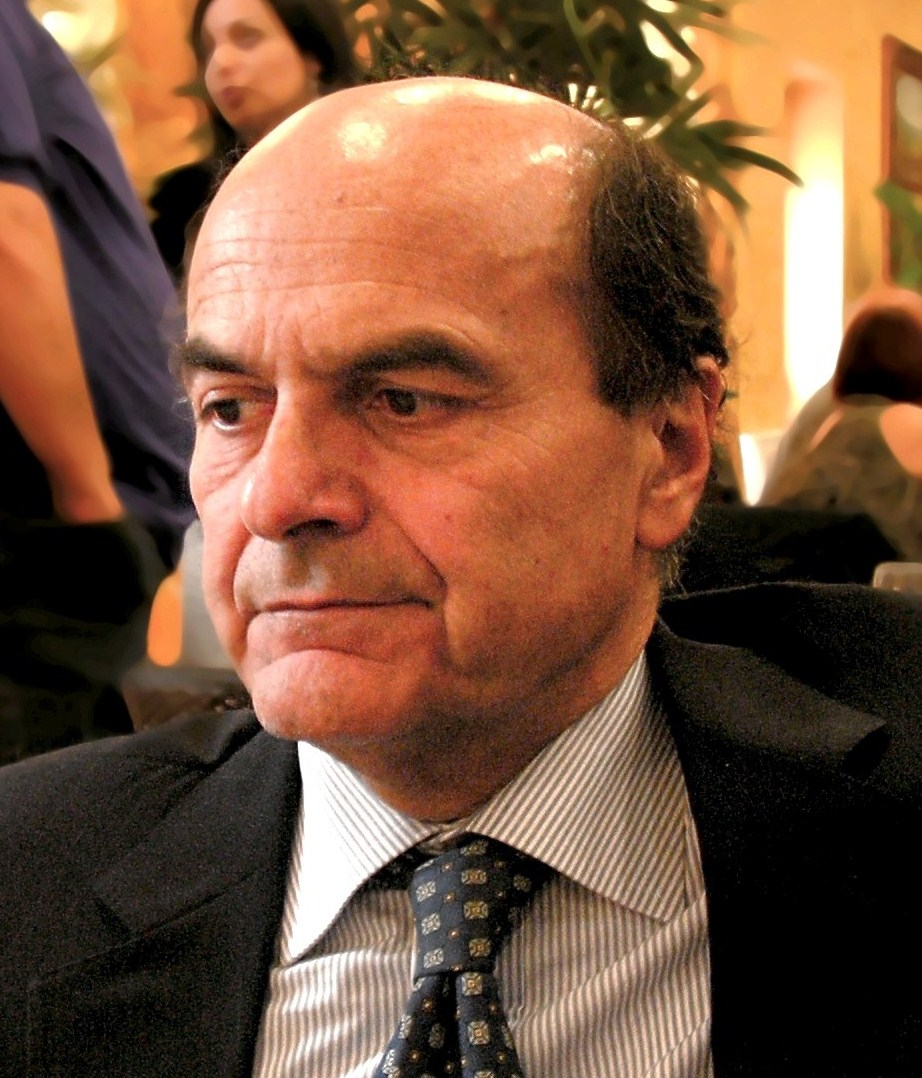
Pier Luigi Bersani, 2010

Im November und Dezember 2012 hielten die Mitte-links-Parteien Vorwahlen ab, um den Spitzenkandidaten für die Parlamentswahlen 2013 zu ermitteln. Dabei setzte sich Bersani in der Stichwahl am 2. Dezember gegen den Bürgermeister von Florenz, Matteo Renzi, mit 60,65 % der Stimmen durch. An der Stichwahl nahmen über 2,6 Millionen Italiener teil, die nicht Mitglied einer Partei sein mussten.
Bei der Parlamentswahl am 24./25. Februar 2013 trat Bersani als Spitzenkandidat des Mitte-links-Bündnisses an, bestehend aus Partito Democratico, Sinistra Ecologia Libertà und mehreren kleinen Parteien. Dieses Bündnis wurde stärkste Kraft in beiden Kammern des Parlaments. In der Abgeordnetenkammer kam das Mitte-links-Bündnis auf 29,55 % der abgegebenen Stimmen (ohne die Stimmen der Auslandsitaliener), im Senat auf 31,63 % (ebenfalls ohne die Stimmen der Auslandsitaliener). Aufgrund von Besonderheiten des italienischen Wahlrechts verfügt Bersanis Bündnis damit nur in der Abgeordnetenkammer über eine absolute Mehrheit an Sitzen und kann deshalb nicht aus eigener Kraft regieren. Am 22. März beauftragte Staatspräsident Giorgio Napolitano Bersani mit der Regierungsbildung. Ihm gelang es aber nicht, nach sechstägigen Sondierungsgesprächen eine mehrheitsfähige Regierung zu bilden.
Auch bei der Wahl eines Nachfolgers des Staatspräsidenten Giorgio Napolitano konnte sich Bersani nicht mit seinen Kandidaten durchsetzen. In den ersten beiden Wahlgängen scheiterte der von Bersanis Mitte-links-Bündnis und von Silvio Berlusconis Mitte-rechts-Koalition gemeinsam nominierte Kandidat Franco Marini. Im dritten und vierten Wahlgang scheiterte Romano Prodi, dem in den beiden Parlamentskammern auch von Bersanis Lager zahlreiche Stimmen verweigert wurden. Bersani kündigte daraufhin seinen Rücktritt als Parteichef der PD an. Am 11. Mai 2013 wurde er von Guglielmo Epifani abgelöst.
Ab 2015 stand Bersani zunehmend in Opposition zum neuen PD-Vorsitzenden und Ministerpräsidenten Matteo Renzi. So lehnte er das von Renzi vertretene neue Wahlrecht und die Verfassungsreform ab und erklärte, im Verfassungsreferendum 2016 mit „Nein“ zu stimmen. Im Februar 2017 trat Bersani gemeinsam mit weiteren Vertretern des linken Flügels aus der PD aus und schloss sich der neuen Partei Articolo 1 – Movimento Democratico e Progressista (Art.1-MDP) an.

## Kurioses
Aufgrund seiner Angewohnheit, in originellen  Metaphern zu sprechen (Beispiel: „Wir sind nicht hier, um Meeresfelsen trocken zu wischen“, als Appell an die eigenen Leute, sich auf sinnvoll-pragmatische Arbeit zu konzentrieren), ist Bersani beliebter Gegenstand von Satirikern und Komikern im Fernsehen. Bersani kommentiert dies mit Selbstironie. Er erklärte sich bereit, gemeinsam mit seinem bekanntesten Imitator, dem Komiker Maurizio Crozza, in der Satireshow Italialand aufzutreten, in der sich beide ein verbales Duell mit ad hoc ausgedachten Metaphern lieferten.
Bersani hat den Ruf eines bodenständigen Politikers, der dem modernen, medienorientierten Politikbetrieb mit Skepsis begegnet. Als charakteristisch gilt ein Foto vor dem Parteitag der Demokraten im Januar 2012, das in vielen italienischen Zeitungen zu sehen war. Es wurde von einem Touristen aufgenommen und zeigt Bersani, wie er alleine mit einem Glas Bier in einer Gaststätte in der Nähe der Parteizentrale sitzt und mit Kugelschreiber und Papier seine Grundsatzrede für den Parteitag schreibt.